# Vilhelm Lundstrøm
Ne doit pas être confondu avec Vilhelm Lundstrom.
Vilhelm Henry Lundstrøm, dit Vilhelm Lundstrøm, né le 26 mai 1893 et mort le 9 mai 1950 à Copenhague dans la région de l’Hovedstaden au Danemark, est un peintre danois associé aux mouvements du modernisme et du cubisme qu’il a introduit au Danemark. Il est aujourd’hui célèbre pour ses tableaux représentant des natures mortes avec oranges et ses nus cubistes.

## Biographie
Vilhelm Lundstrøm naît à Copenhague. Il débute comme apprenti puis, comme de nombreux aspirants peintres danois de l’époque, poursuit sa formation à l’Académie royale des beaux-arts du Danemark ou il suit notamment les cours de Rostrup Böyesen.
Durant les années 1920, il s’installe en France et plus particulièrement à Paris ou il apprécie les œuvres de Georges Braque, Pablo Picasso et Paul Cézanne. Il séjourne également dans le sud de la France. 
Il retourne par la suite au Danemark où ses peintures font de lui l'un des pères du mouvement cubisme dans ce pays.
Lundstrøm décède en 1950 à l'âge de 57 ans.

## Source
- (en) Cet article est partiellement ou en totalité issu de l’article de Wikipédia en anglais intitulé « Vilhelm Lundstrøm » (voir la liste des auteurs).